# Dzseras

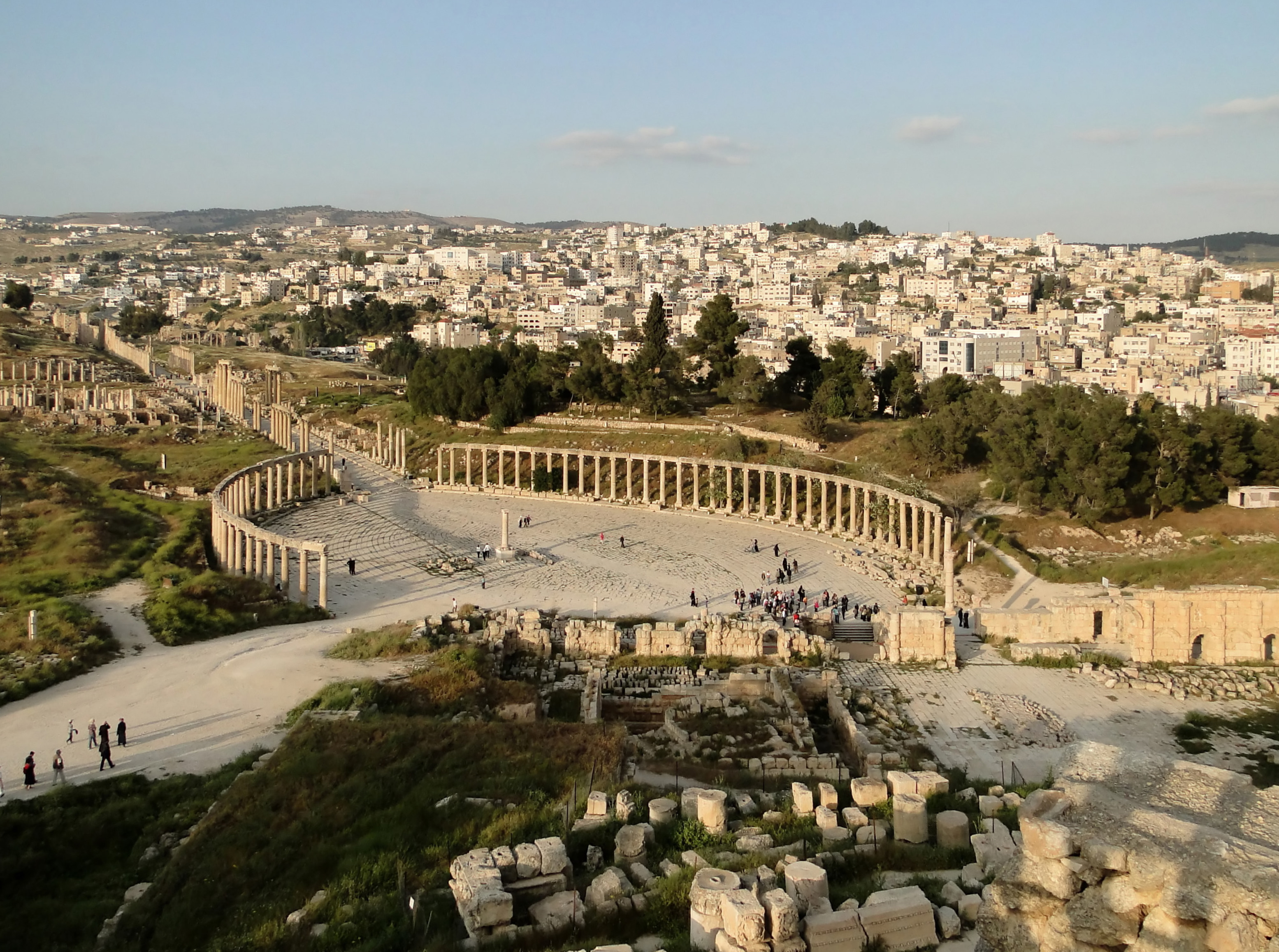
A Cardo maximus és az Ovális fórum

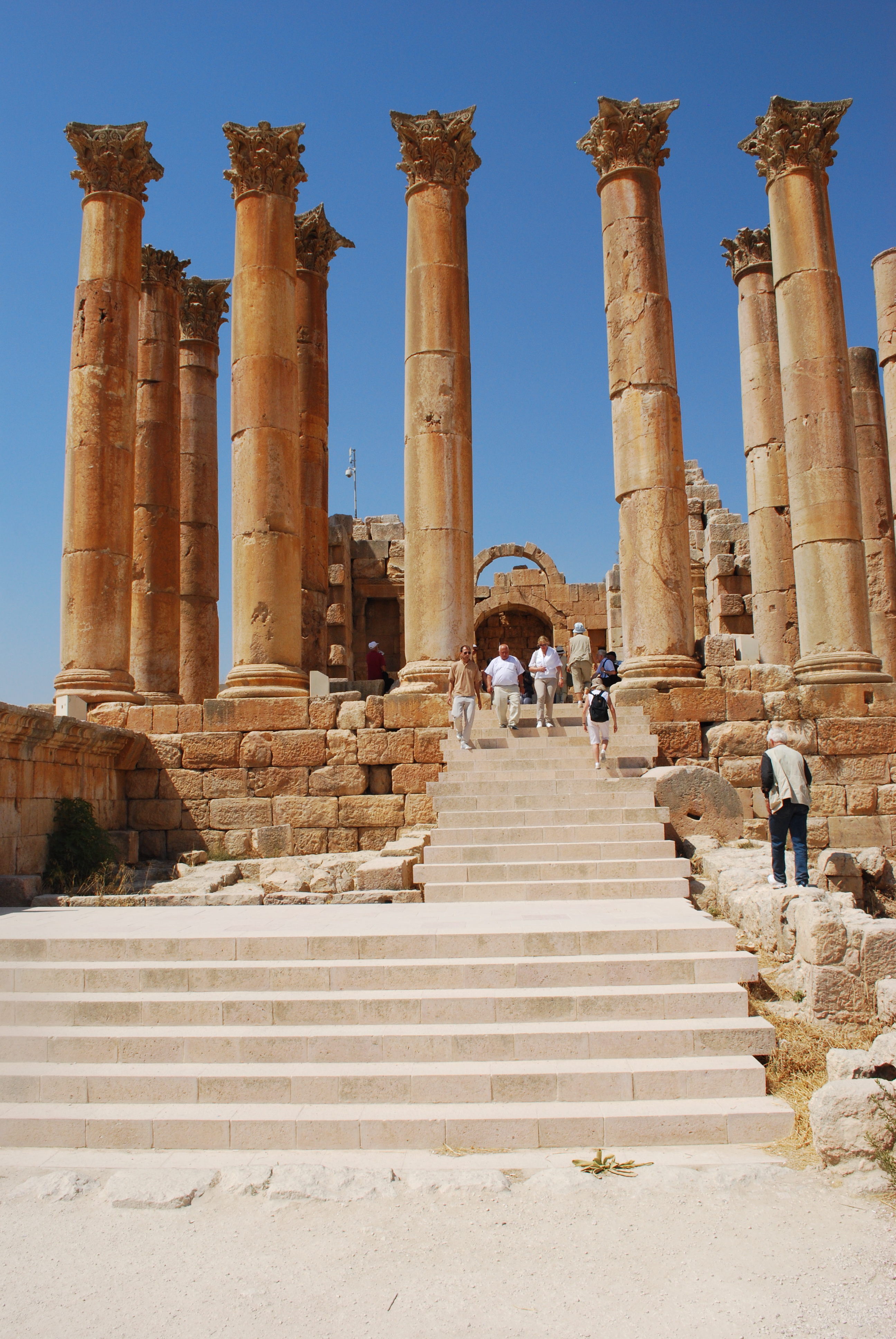
Artemisz temploma

Dzseras, az ókori Gerasza városa a mai Jordánia területén helyezkedik el a fővárostól, Ammántól harmincöt kilométerre északi irányban, ötszáz méteres tengerszint feletti magasságban. A várost szemita népek alapították az i. e. 4. században egy olyan területen, amely már a neolitikum idején is lakott volt. Az itt átvezető karavánutaknak és a kereskedelemnek köszönhetően fontos központtá vált. Virágkorát a római uralom alatt élte, a Dekapolisz szövetségének egyik legfontosabb városa volt. Legnagyobb kiterjedését az i. sz. 3. században érte el, majd utána a kereskedelmi útvonalak áthelyeződése miatt folyamatosan hanyatlott. A 13. századra teljesen elnéptelenedett, és csak a 19. század folyamán indult újra fejlődésnek.
A több évszázados elhagyatottságnak köszönhetően a római és bizánci korból származó épületek kivételesen jó állapotban maradtak meg. Legfontosabb fennmaradt épületei Hadrianus diadalíve, Zeusz temploma, az északi színház, az ovális fórum, Artemisz temploma, az északi kapu, a cardo maximus, a déli kapu, a nümphaion és a déli színház. A 20. század második évtizedében elkezdődött a romváros tervszerű feltárása amely napjainkban is tart. Dzseras jelenleg kiemelt turisztikai látványosság, Jordánia második leglátogatottabb romvárosa Petra után. Dzserasban rendezik meg minden évben a folyamatosan egyre nagyobb nézőközönséget vonzó és egyre szélesebb körben ismert Dzseras Fesztivált.

## Története

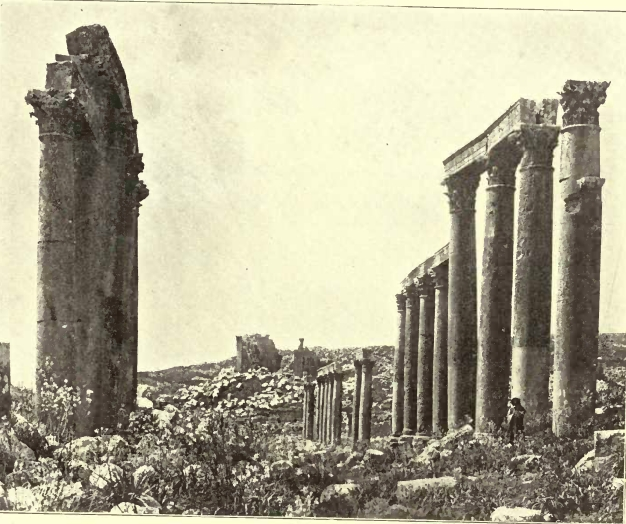
A Cardo Maximus egy 1906-ban készült felvételen

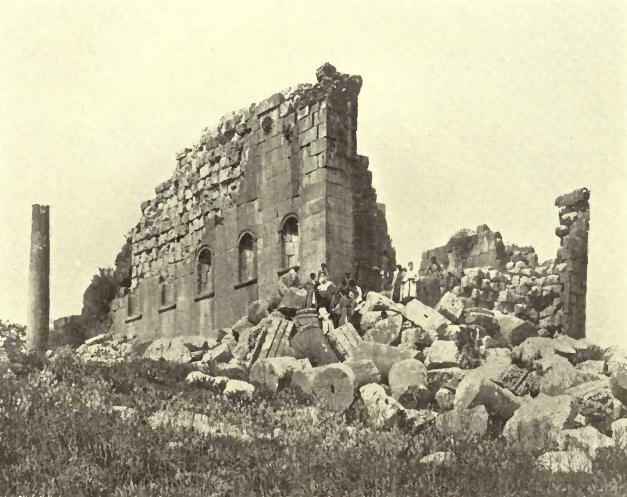
Zeusz temploma egy 1906-ban készült felvételen

A mai Dzserast, az ókori Gerasza városát az i. e. 4 században alapították egy olyan területen, amely már az újkőkorban, majd később a bronzkorban is lakott volt. Az ásatások során az i. e. 2500 és az i. e. 700 közötti időszakból tártak fel leleteket. Később Nagy Sándor korában, i. e. 332-ben háborús veteránok telepedtek le a területen, amely földrajzi helyzetének köszönhetően és komoly stratégiai fontossága miatt a környék legnagyobb településévé vált. Az i. e. 2. században, a Szeleukidák korában IV. Antiokhosz úgy döntött, hogy egy tipikus görög metropolisszá fejleszti a várost. Ekkor a település, amelyet egy patak kétfelé osztott „Antiokhia el-Khriszoroasz” az „Arany-folyó melletti Antiokhia” néven vált ismertté. Geraszát i. e. 84-ben Alexandrosz Janneosz hódította meg.
A római Pompeius i. e. 63-ban korlátozottan visszaadta a város függetlenségét, amely a Dekapolisz (Tíz város) szövetség tagjaként virágkorát élte. Napjainkban is látható épületeinek nagy része ebből a korból származik, templomok, színházak épültek és létrejött a híres ovális tér, amely a kutatók szerint a város fóruma lehetett. Az építkezéseket a szíriai és a nabateus városokkal folytatott kereskedelem hasznából finanszírozták. A várost a történetíró Iosephus Flavius is megemlíti, leírása szerint az ókori Philadelphia (a mai Amman) városának kincseit Geraszában őrizték a Zeusz-templomban. Gerasza nabateus befolyás alatt állt i. sz. 106-ig, amikor Traianus császár Arabia provincia létrehozásával a Római Birodalomhoz csatolta a területet. Hadrianus császár i. sz. 130 körül meglátogatta a várost, és ez az esemény újabb monumentális épületek létrejöttét eredményezte. A város virágkora az i. sz. 3. századig tartott, amikor 217-ben Caracalla császár Palmürával együtt colonia rangra emelte. Lakosai magas életszínvonalon éltek és azonos jogokat élveztek mint a római polgárok.
Gerasza legnagyobb kiterjedése idején lakosainak száma húszezer körül lehetett, akik közül legtöbben görögül beszéltek, de hivatalos ügyeik intézésére a latin nyelvet használták. Gerasza hanyatlásának fő oka a kereskedelmi útvonalak áthelyeződése és a Római Birodalommal szembeszegülő Palmüra bukása volt. A 4. században politikai, gazdasági és vallási krízis gyorsította a hanyatlást. A problémák egy része megoldódott amikor Constantinus császár 324-ben a birodalom hivatalos vallásává nyilvánította a kereszténységet.
A Szeleukiában 359-ben tartott zsinaton Exersius, a 451-ben tartott Khalkédóni zsinaton Plancus püspök képviselte a várost. A bizánci uralom alatt az 5. és a 6. században számos római kori templomot lebontottak vagy átalakítottak, amelyek helyére keresztény templomokat emeltek. Az ásatások során eddig tizennégy bizánci korból származó templomot tártak fel, melyek közül a legszebbek Justinianus (527-565) korából származnak. Ezeket az épületeket márvánnyal és mozaikokkal díszítették. Később a perzsa Szászánidák (614-ben) majd az arabok (638-ban) foglalták el a várost. A harcok során Gerasza épületei súlyosan megrongálódtak, a pusztítást ezenkívül sorozatos földrengések is fokozták. Lakott területe az eredeti méretéhez képest a negyedére zsugorodott.
A római és bizánci korból származó romok közé kisméretű épületeket emeltek, köztük egy mecsetet is. A fórum nyugati oldalán az ásatások során a 8. századból származó, mozaikpadlókkal díszített épületmaradványokat tártak fel. A 12. században Türoszi Vilmos történetíró leírása szerint majdnem lakatlan volt leszámítva, hogy Damaszkusz kormányzója az Artemisz-templomot erőddé alakíttatta, hogy így védekezzen a keresztes lovagok támadása ellen, akik azonban II. Balduin jeruzsálemi király uralkodása alatt (1118-1131) meghódították a területet. Később Gerasza teljesen elnéptelenedett, és csak 1886-ban, az oszmán korban telepedtek le cserkeszek az elhagyott városba. A romváros régészeti feltárása 1925-ben kezdődött meg angol, amerikai, francia és olasz intézetek közreműködésével, és jelenleg is tart. Napjainkra Dzseras jelentős turisztikai célponttá vált, jelenleg Jordánia második leglátogatottabb romvárosa Petra után.

## A város

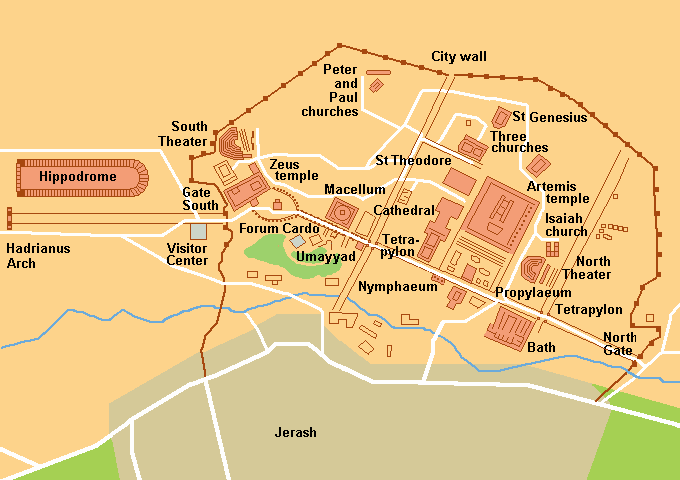
A város alaprajza

Gerasza 210 hektár területet foglalt el, 3,5 kilométer hosszú 2-3 méter széles 4-5 méter magas fal vette körül, amelyet százhúsz őrtoronnyal erősítettek meg. A városfal legnagyobb része elpusztult, különösen a keleti oldalon, ahol modern épületeket emeltek. 1923-ban a romváros területét állami tulajdonná nyilvánították, így sikerült megmenteni a nyugati részét, (a romterület felét) míg a keleti rész teljesen megsemmisült. Szerkezete a tipikus, jól szervezett római modellt követi, négy kapun keresztül lehetett megközelíteni. Ebből kettő monumentális kapu az északi és déli oldalon, a nyugati oldalra két kisebb, jelentéktelenebb kaput építettek. Geraszát egy patak két részre osztotta, keleti és nyugati részre, melyek közül a nyugati részt oszlopokkal szegélyezett utakkal számos kerületre tagoltak. A többi római városhoz hasonlóan az északi és déli kaput a főút, a körülbelül egy kilométer hosszú cardo maximus kötötte össze, amelyet nagyméretű kőlapokkal burkoltak. A cardót két decumanus keresztezte.
A főutat végig korinthoszi oszlopfőkkel díszített különböző méretű oszlopokból álló oszlopsor szegélyezi. Egyes helyeken azonban, például az ovális fórumon és a cardo északi részén ión oszlopfőket láthatunk. A cardo közelében helyezkednek el a fennmaradt legfontosabb épületek: Hadrianus diadalíve, a hippodrom, a déli kapu, Zeusz temploma, a déli színház, az ovális fórum, a cardo maximus, a déli tetrapülon, a katedrális, a nymphaneum, a propülaia, Artemisz temploma, az omajjád mecset, a nyugati fürdők, az északi színház, Ézsaiás püspök temploma, az északi tetrapülon, az északi kapu, Szent Theodor temploma, Szent Kozma és Damján temploma, Keresztelő Szent János temploma, Szent György temploma, Genesius püspök temploma, Szent Péter és Szent Pál temploma, az északi színház és Germanus sírja.

## A jelentősebb fennmaradt épületek

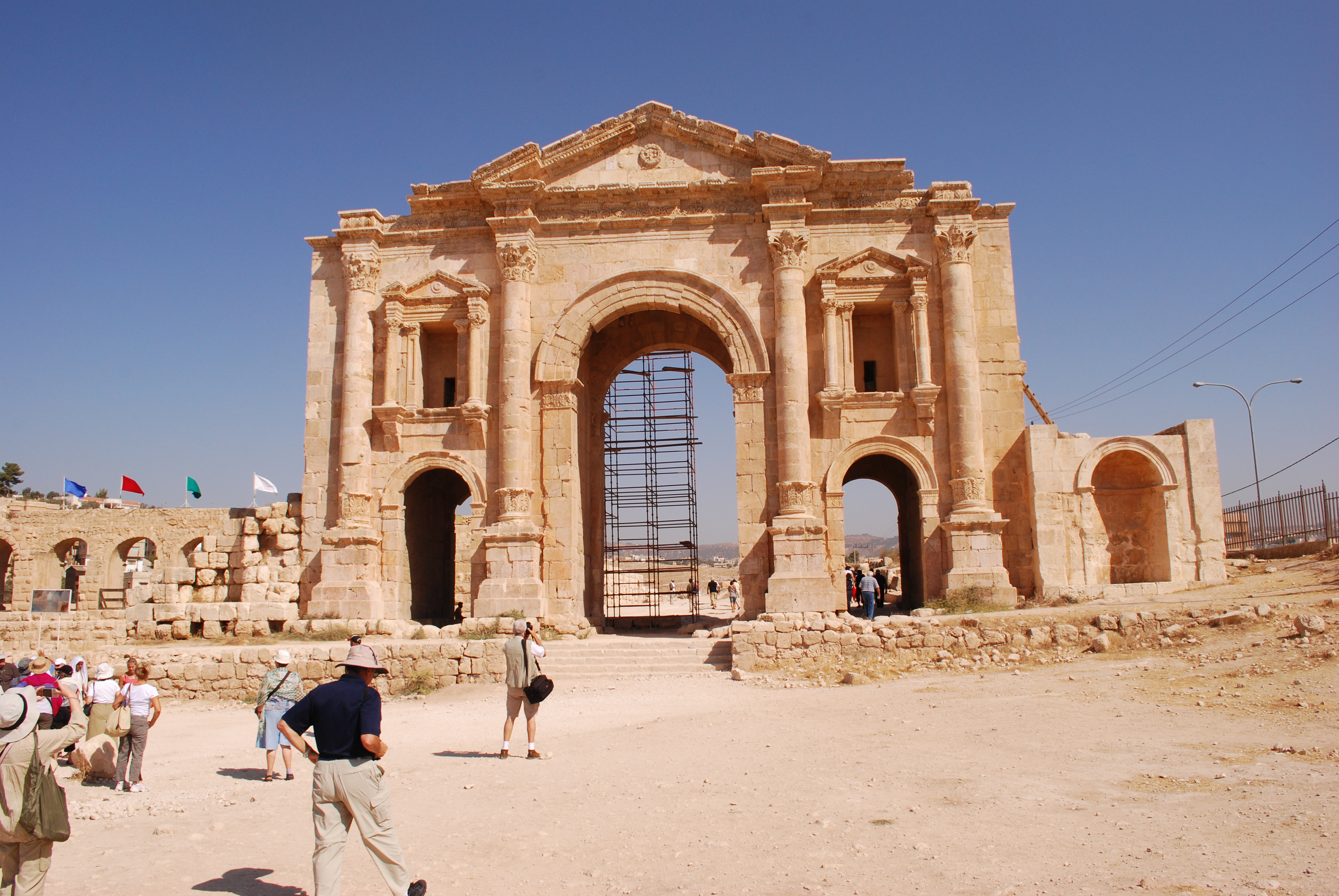
Hadrianus diadalíve

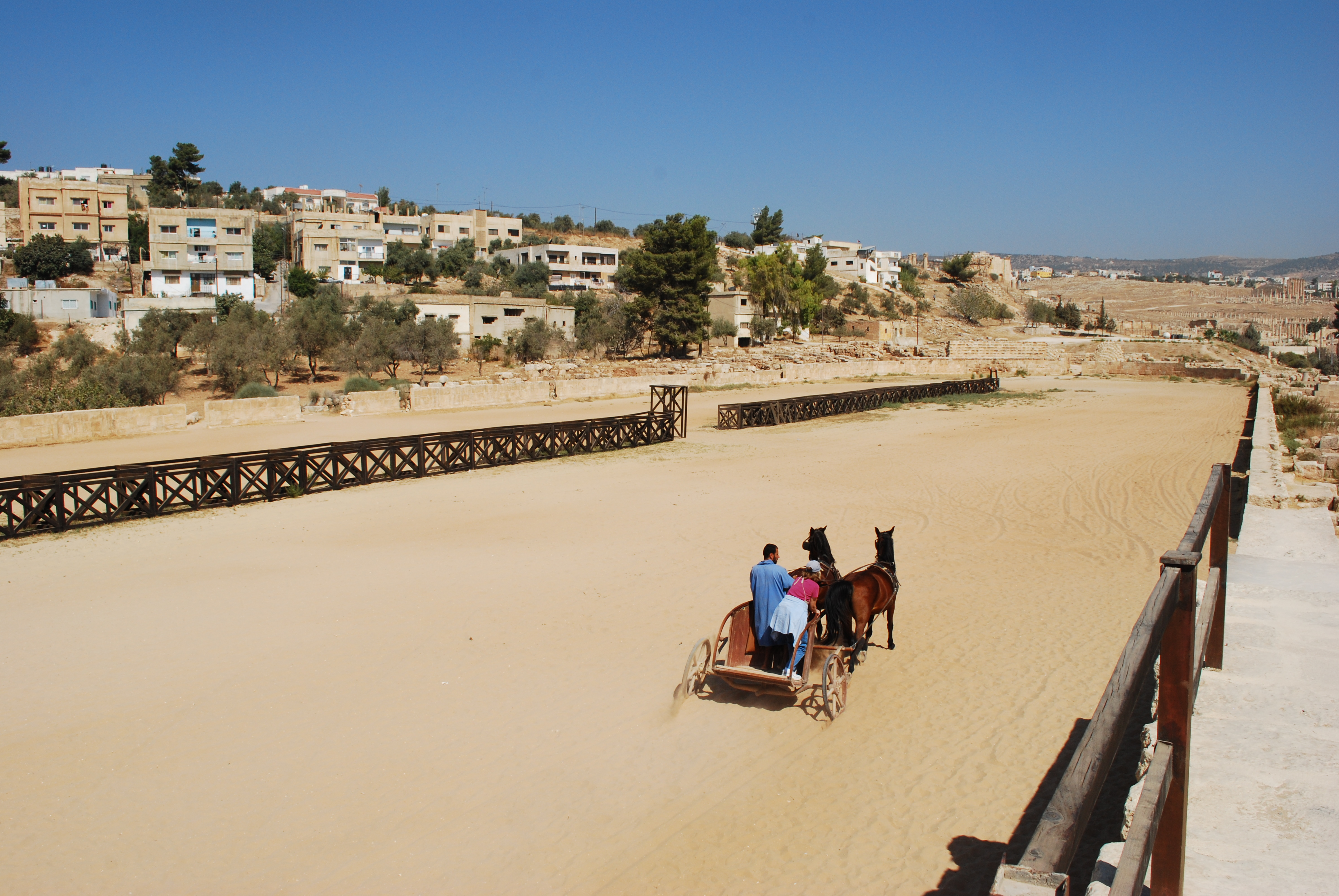
A Hippodrom

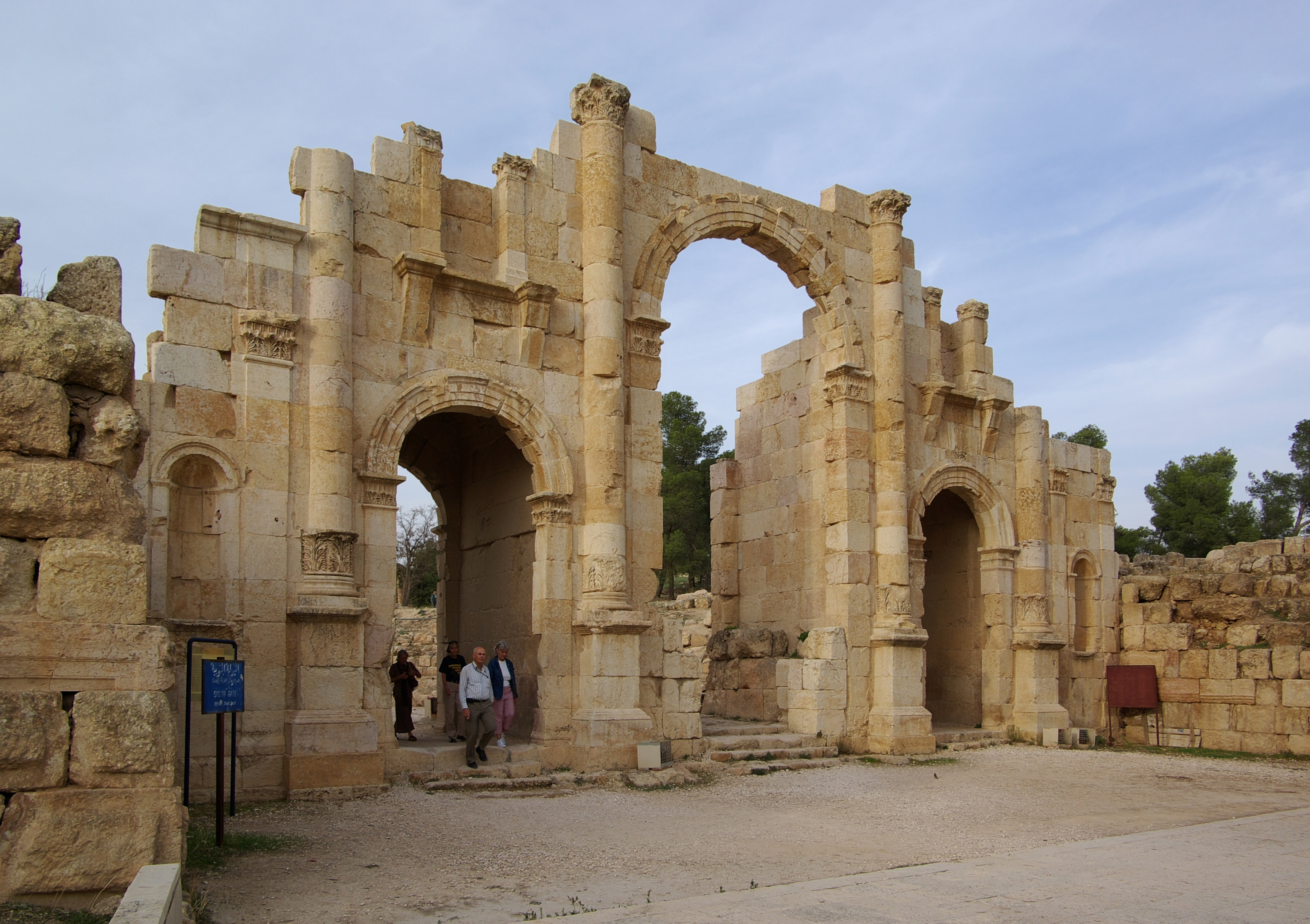
A Déli kapu

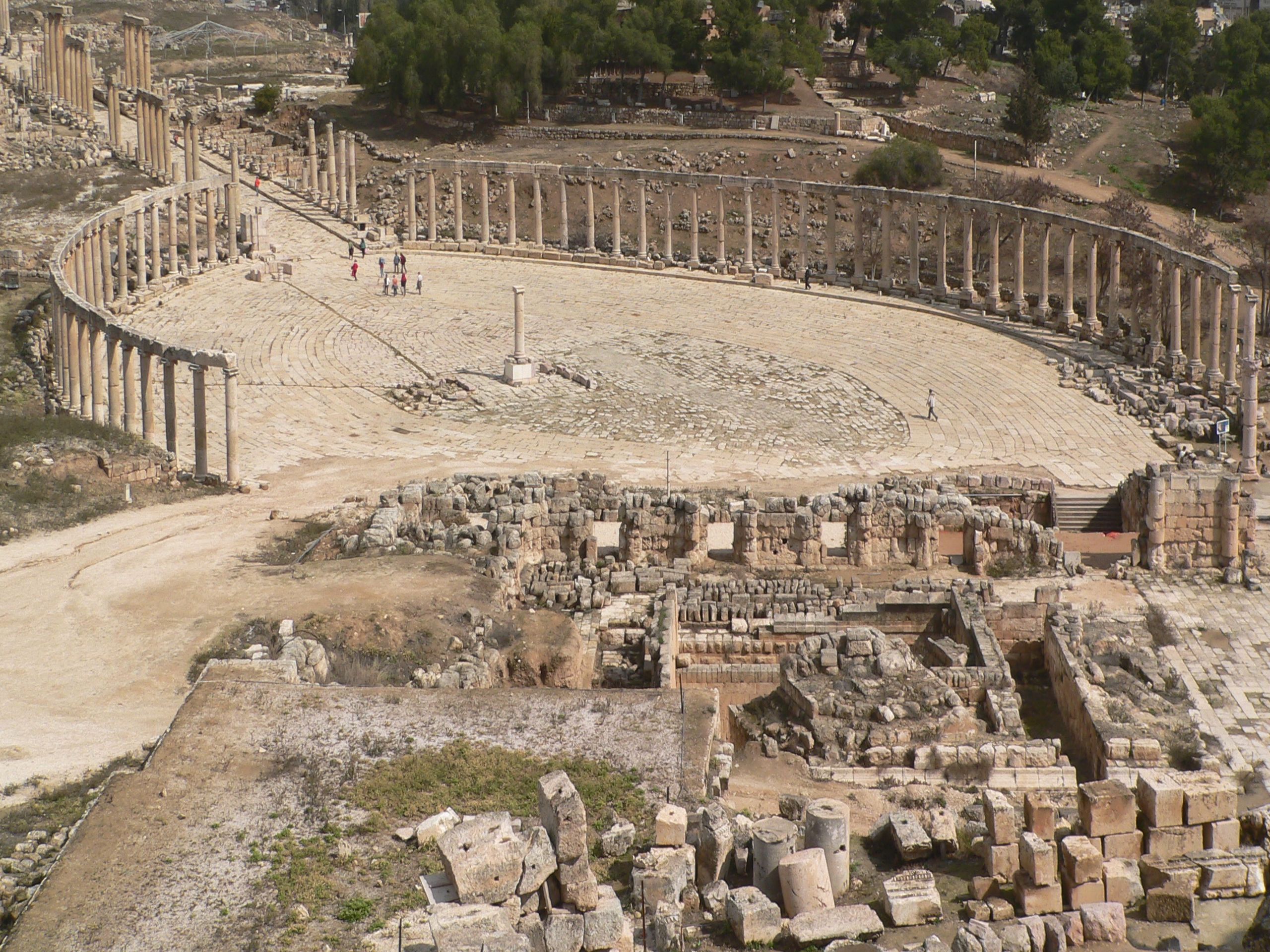
Az Ovális fórum

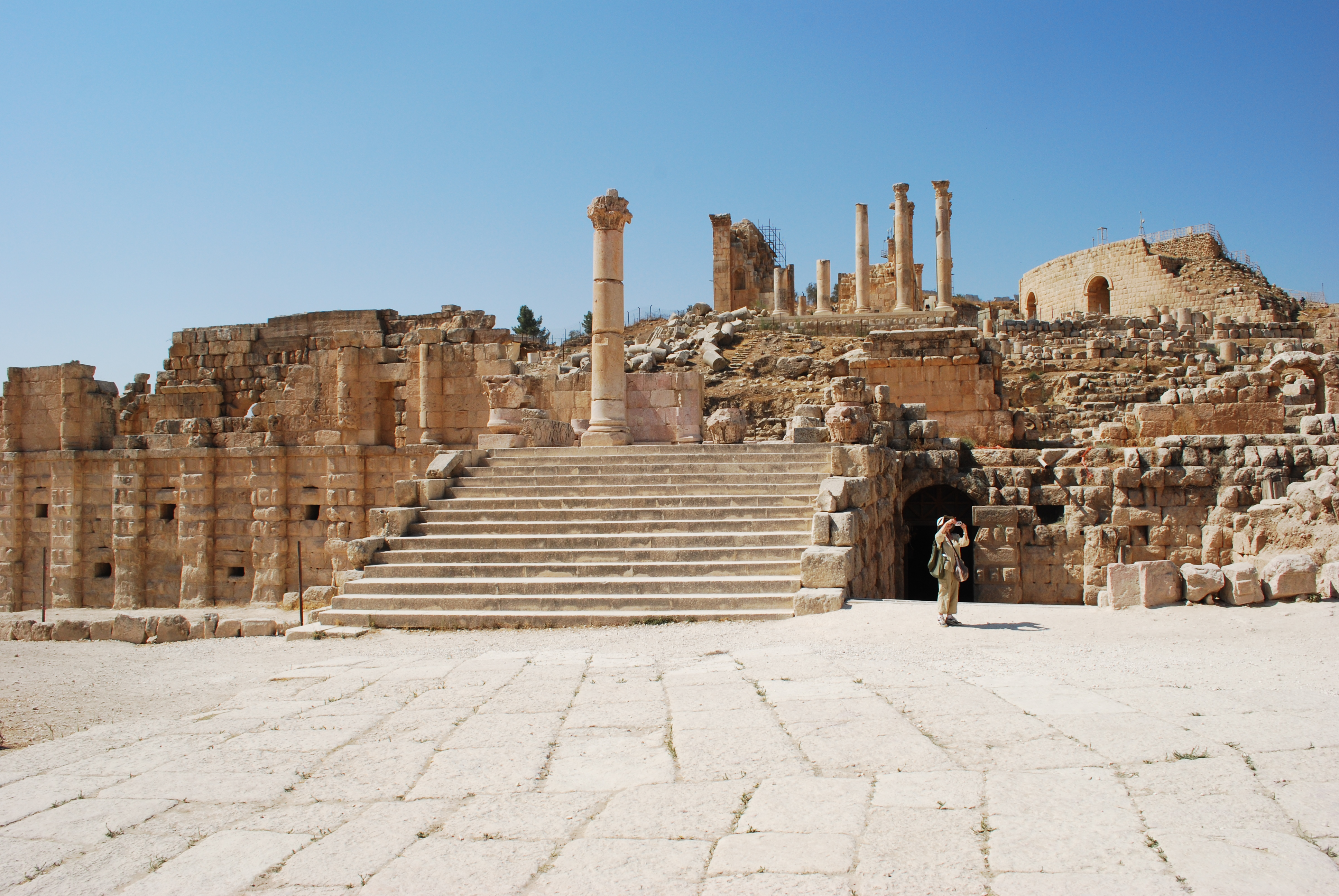
Zeusz temploma

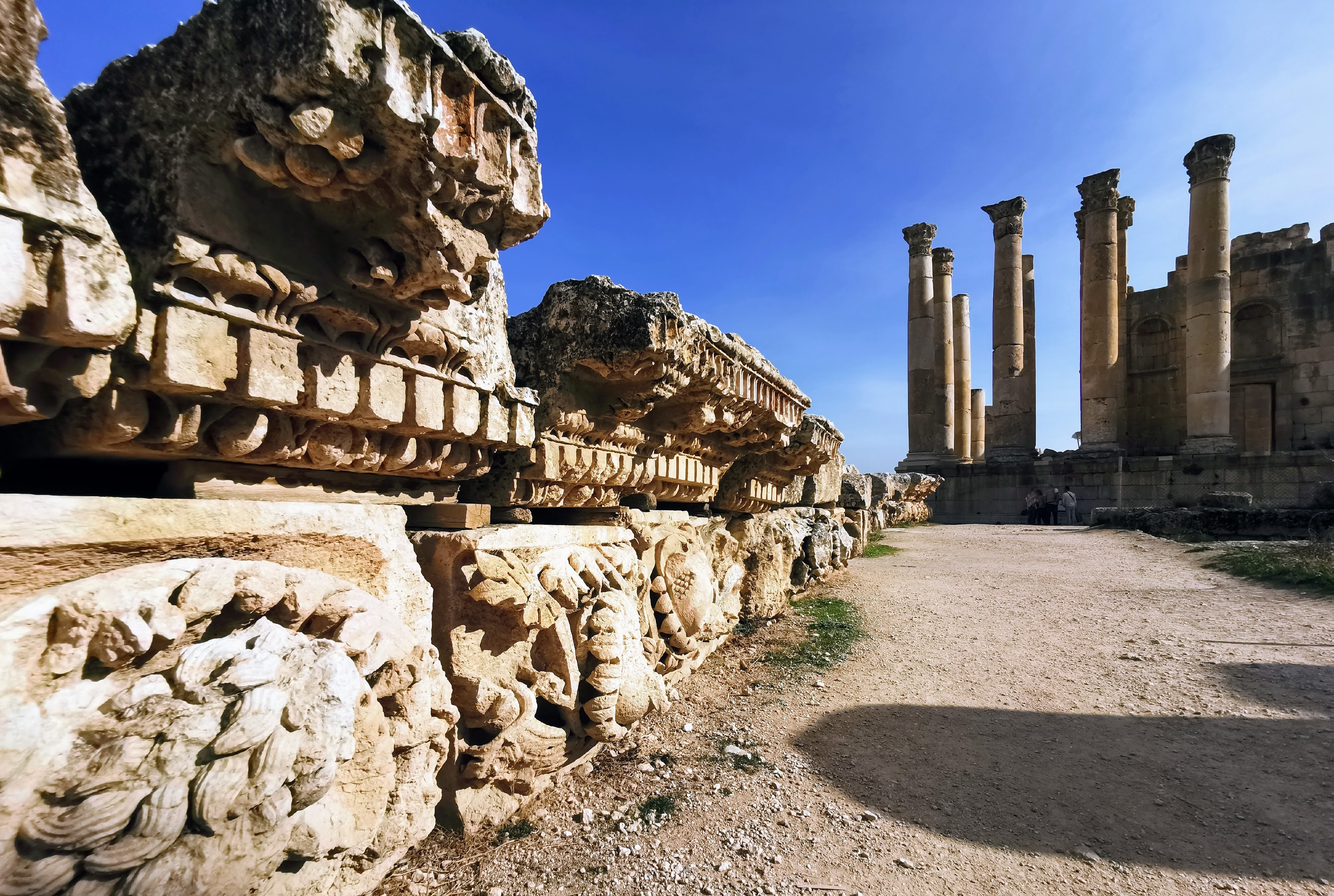
Díszesen faragott kövek a Zeusz templom előtt

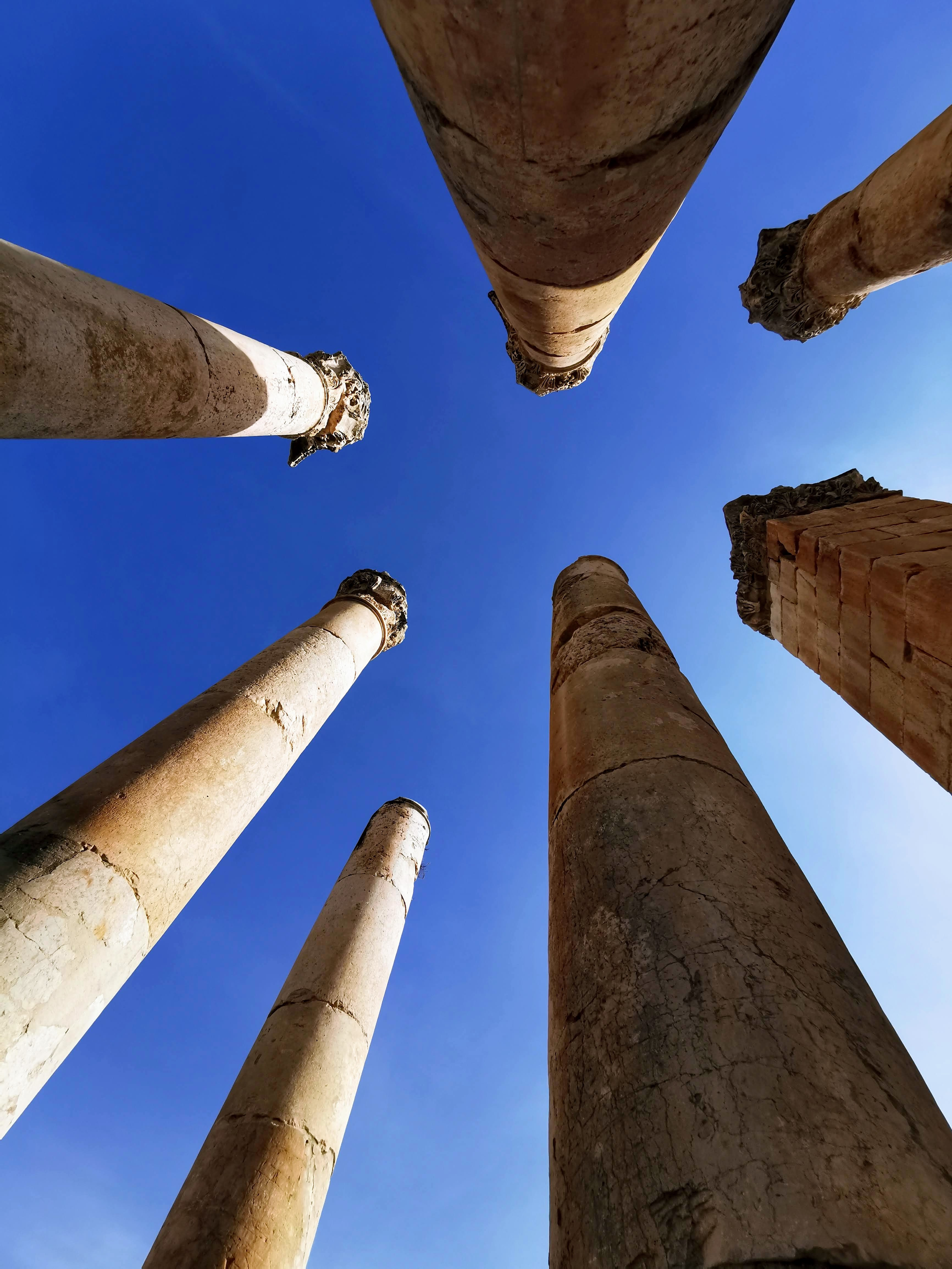
A Zeusz templom égbe néző oszlopai

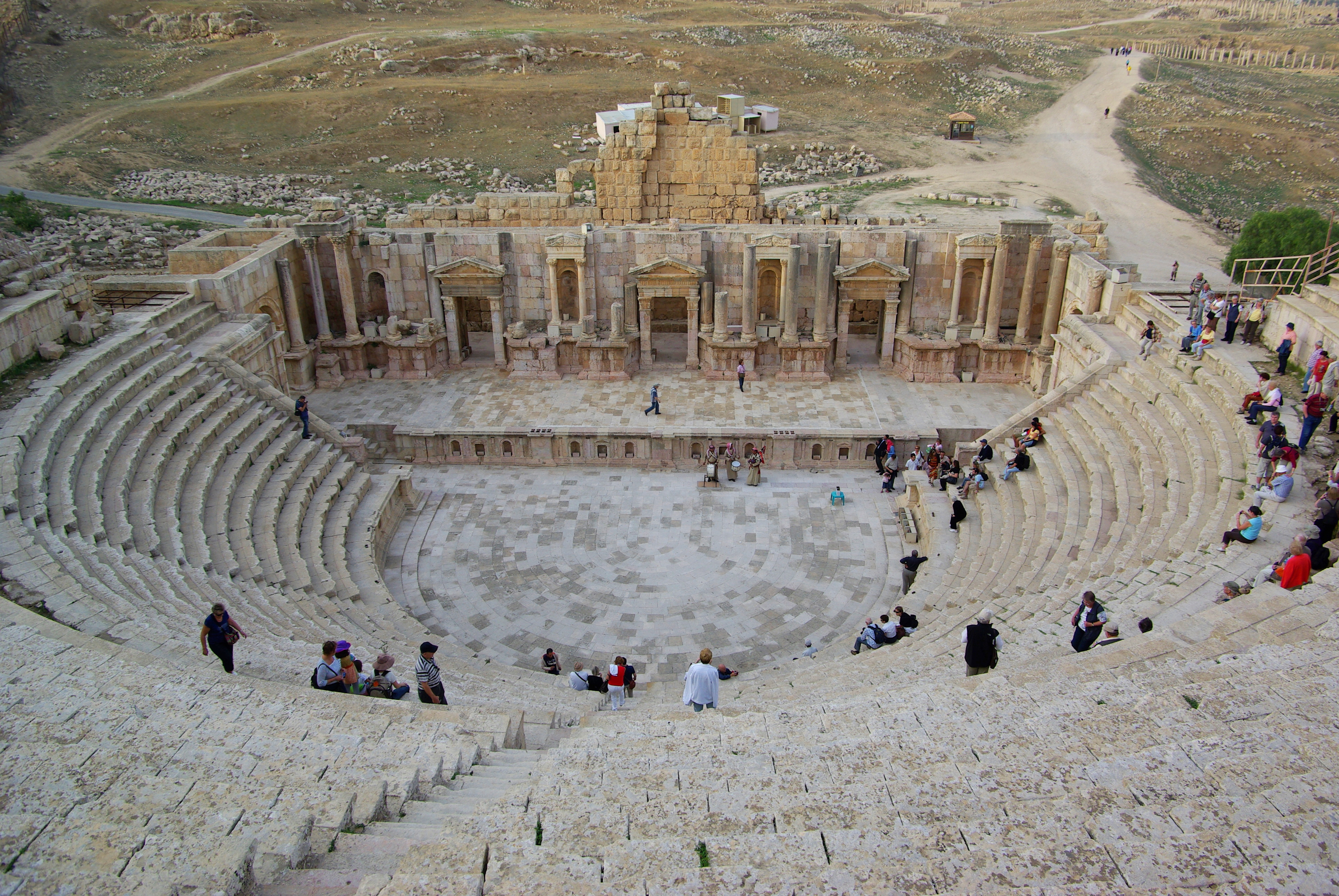
A Déli színház

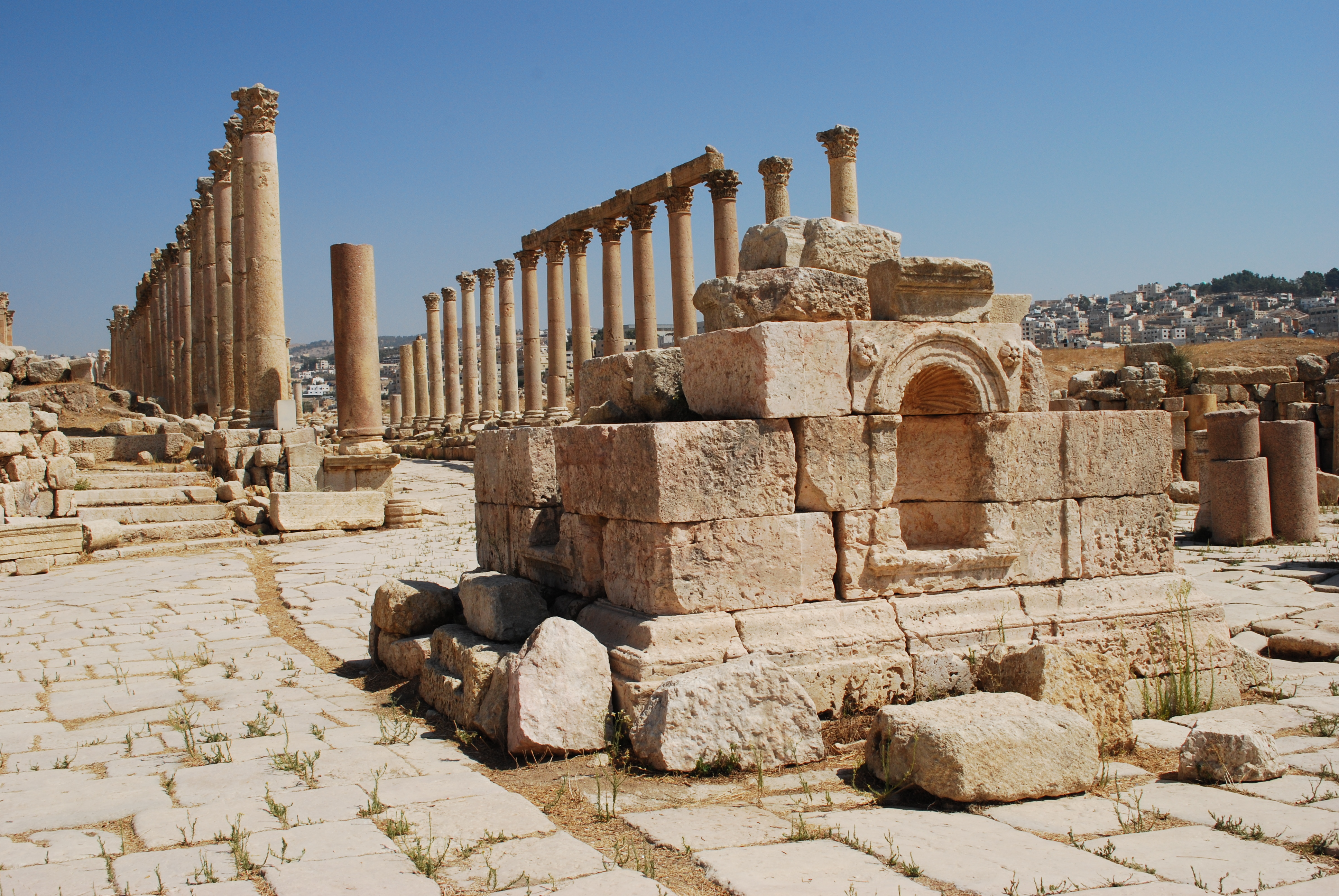
A Cardo Maximus és a Déli Tetrapülon

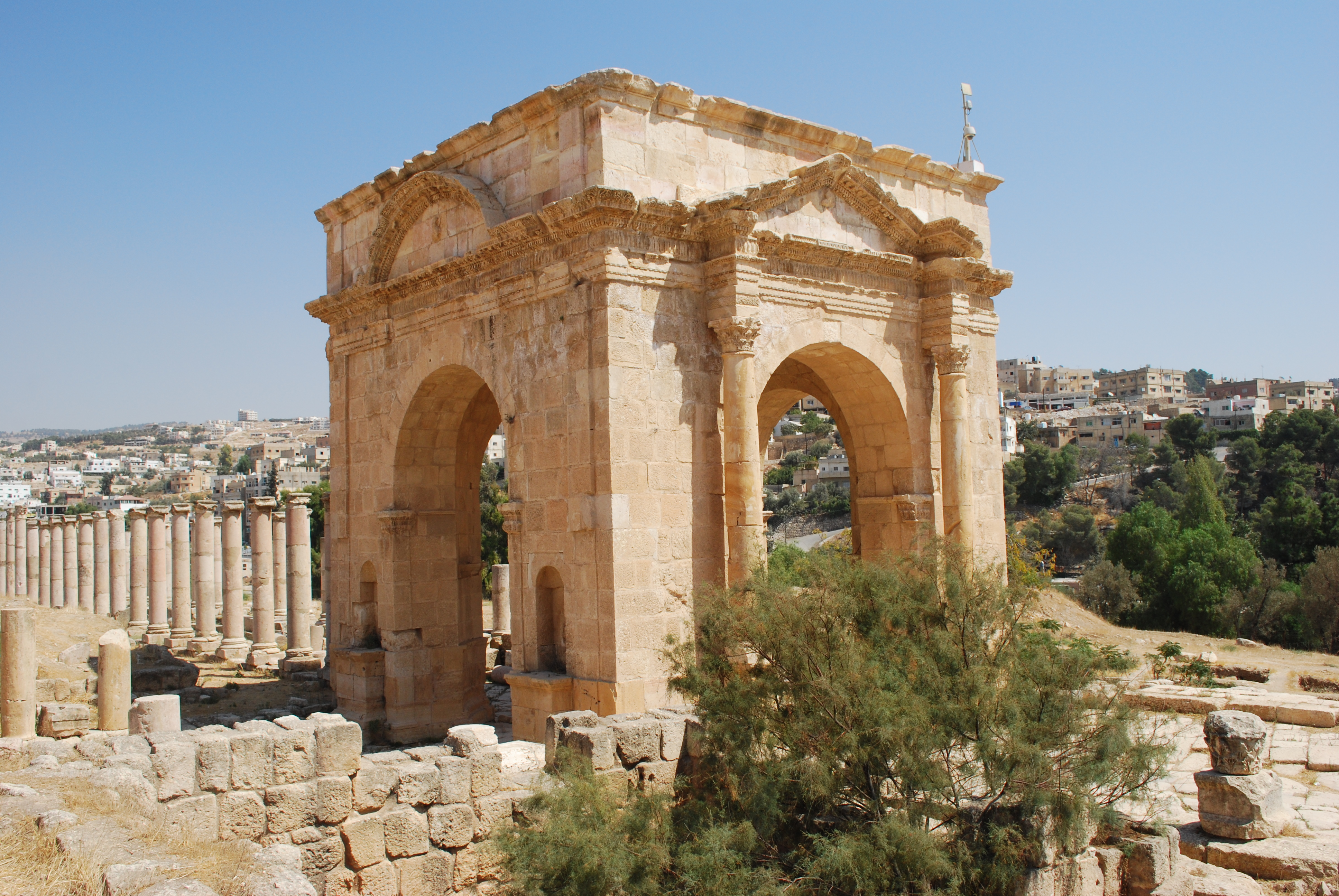
Az Északi tetrapülon

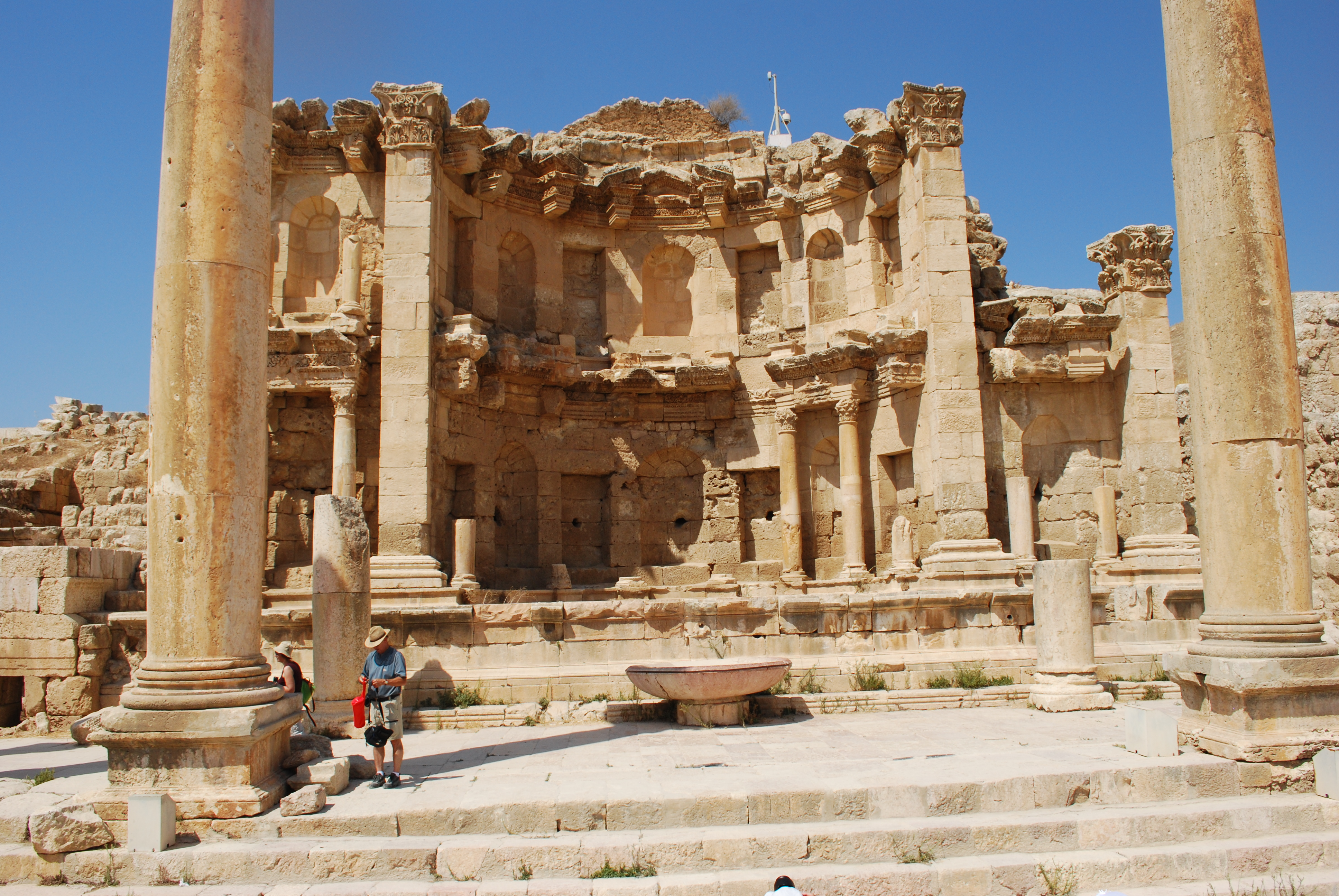
A Nymphaeum

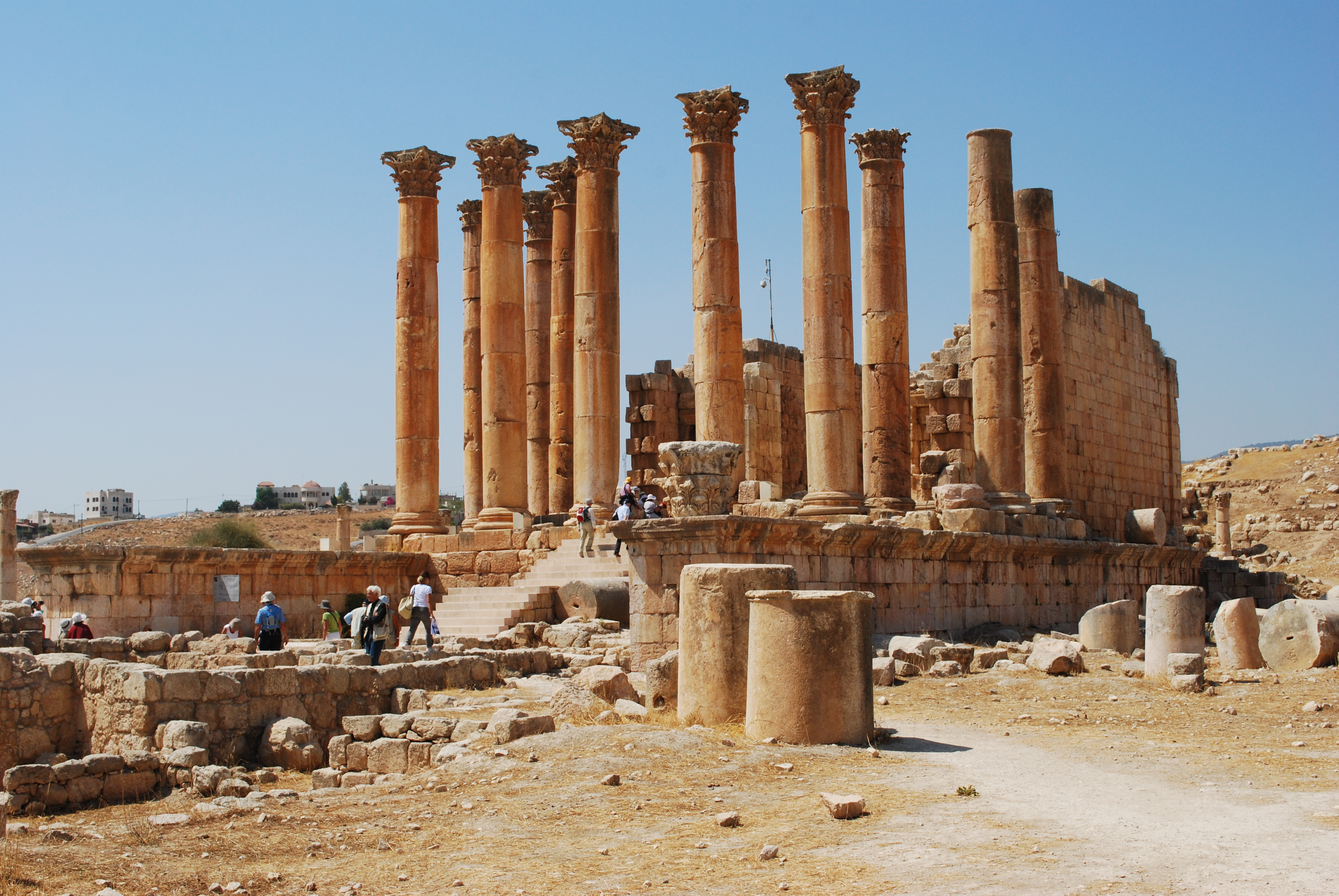
Artemisz temploma

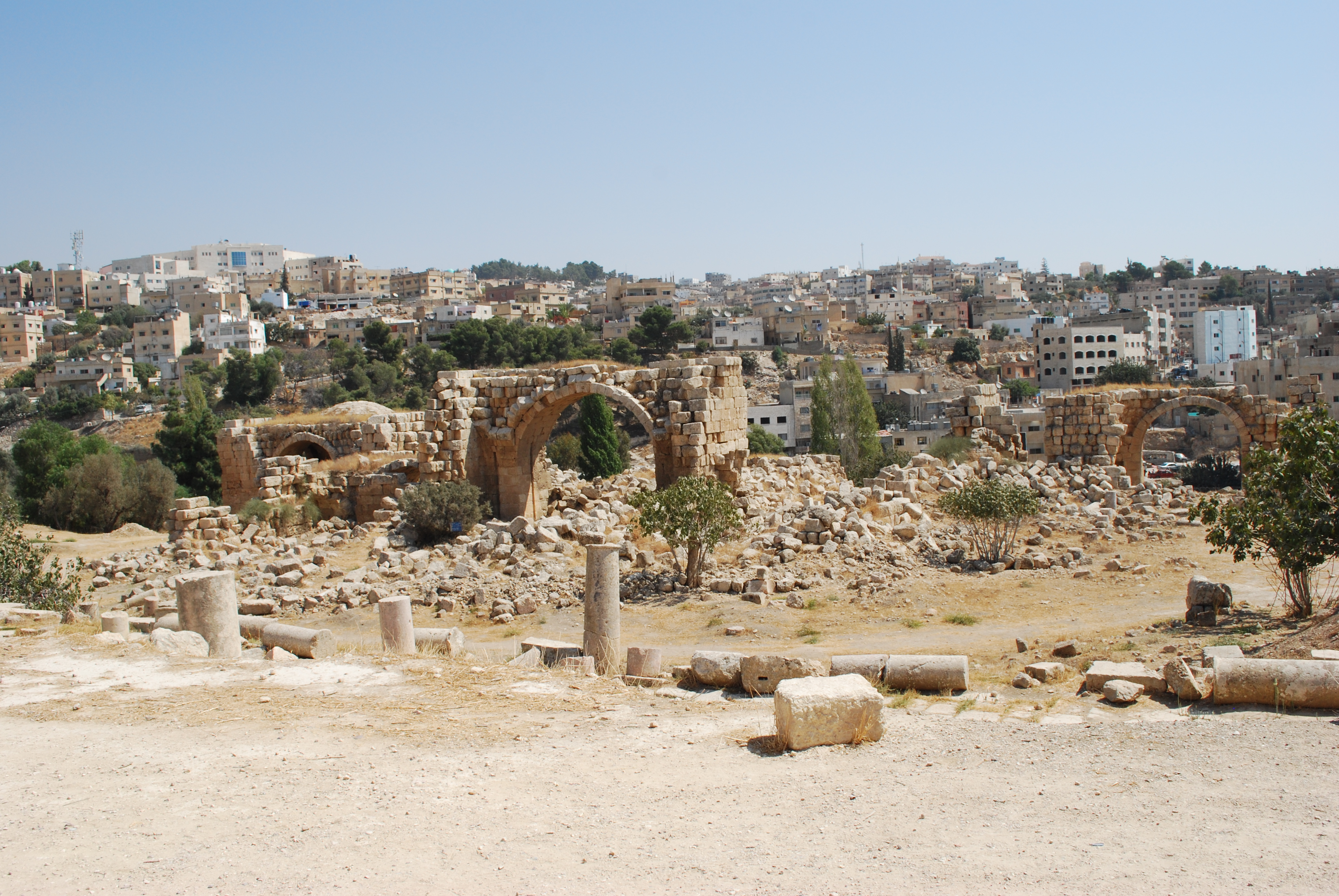
A Nyugati fürdők

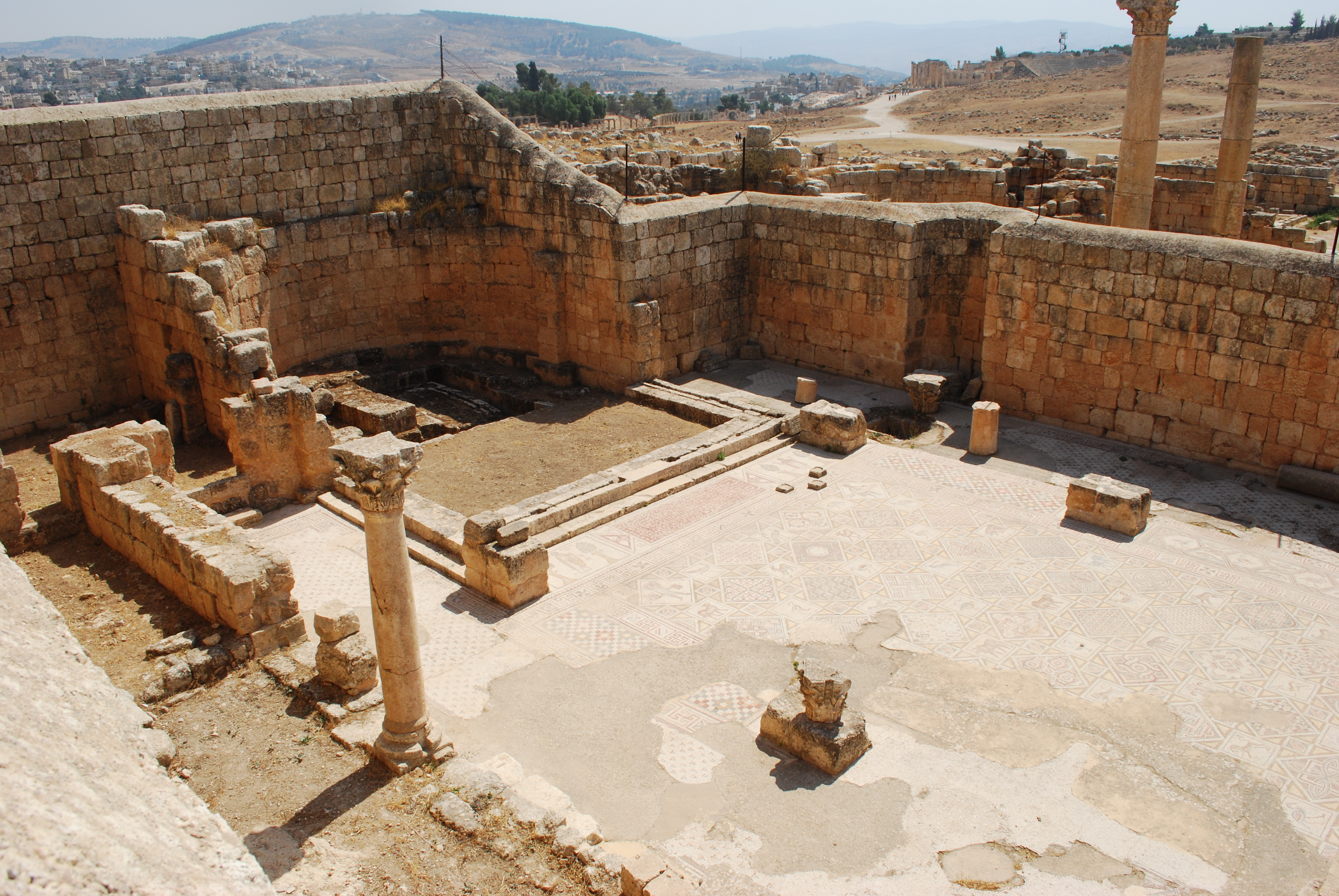
A Szent Kozma és Damian temploma

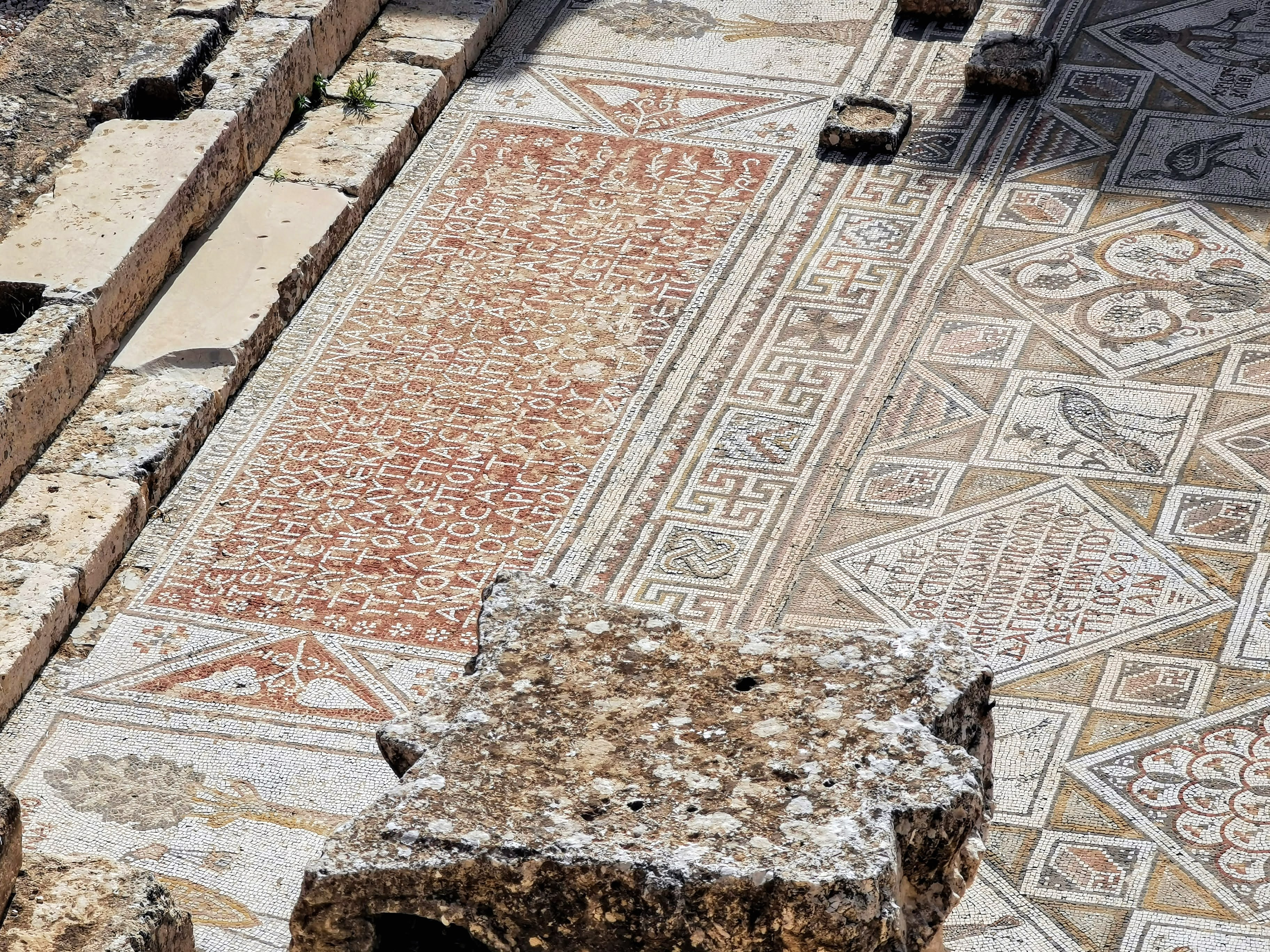
Mozaikok a Szent Kozma és Damian templomban

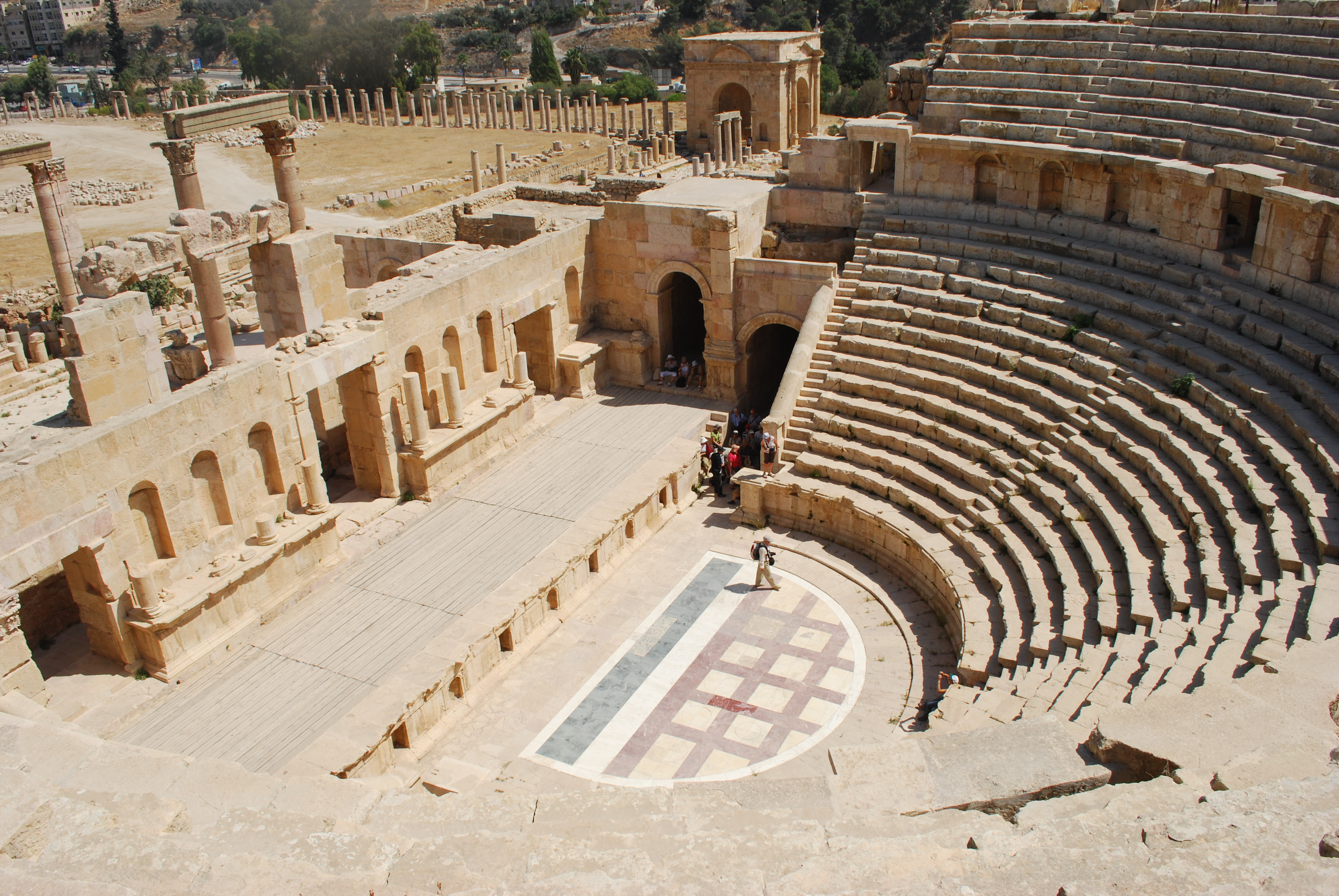
Az Északi színház

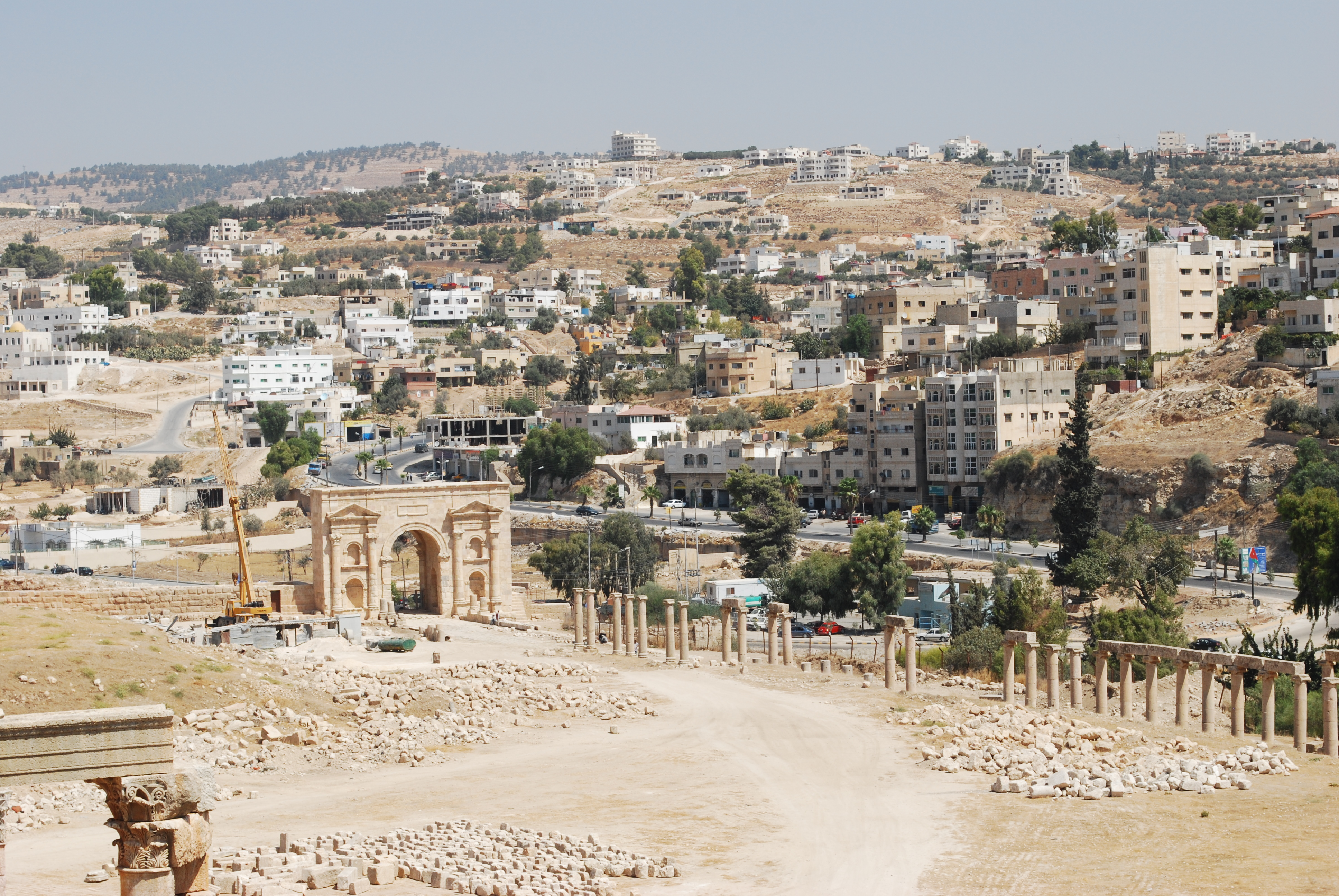
AZ Északi kapu

### Hadrianus diadalíve
A diadalív Hadrianus római császár látogatásának tiszteletére épült i. sz. 129-ben. Négyszáz méterre helyezkedik el a meglévő falaktól, túl a hippodrom területén. A diadalkaput eredetileg a város főbejáratának szánták, de az idáig vezető városfalak sosem készültek el. Az építmény háromíves, a középső ív magassága 13, szélessége 7, mélysége 6,5 méter. Színe okkersárga, mindkét oldalon kialakított négy félpillérének lábazatát finoman kidolgozott akantuszlevelek díszítik. A diadalív mindkét oldala egyforma, a déli oldalát restaurálták, az északi oldal a sorozatos földrengések miatt romos állapotban van. A diadalkapun fülkéket alakítottak ki, amelyekbe napjainkra elpusztult istenszobrokat helyeztek el. Északi, a város felé néző oldalán olvasható egy Hadrianus császárt dicsőítő felirat.

### A hippodrom
A hippodrom (kocsiversenypálya) Gerasza legnagyobb épülete volt. Az i. sz. 2. vagy 3. században épült szélessége 51, hosszúsága 241 méter, és 15 000 néző befogadására volt alkalmas. Az arénát boltívekre épült tizenöt széksor fogta körül. A széksorokat hat bejáraton keresztül lehetett megközelíteni, ezenkívül három másik bejárat egyenesen az arénába vezetett. A boltívek alatt raktárakat és boltokat alakítottak ki. A legújabb kutatások a terület déli részén néhány istálló maradványait tárták fel. Jelenleg romos állapotban van, de mérete alapján arra következtethetünk, hogy fontos szerepet játszott a város életében. A kocsiversenyeken kívül sportversenyeket és más szórakoztató látványosságokat is tartottak itt. Elképzelhető hogy később a területet egyfajta pihenőhelyként használták a karavánok. A hippodrom falai körül a római és bizánci időkben sírokat vájtak a sziklába.

### A déli kapu
A déli kapun léptek a városba a Philadelphiából (Ammán) érkező utazók. Egyike volt az i. sz. 1. században épült monumentális kapunak. Hadrianus diadalívéhez hasonlóan három boltíve van, az oldalain kialakított féloszlopok lábazatát ugyanolyan akantuszleveleket ábrázoló faragványokkal díszítették. A kaputól balra az út kövezetében még felismerhetők a kocsik által vágott barázdák. A Déli kapun keresztül jutottak be a város tulajdonképpeni területére, ahol a kultikus és reprezentációs épületek álltak. A kapu két oldalán eredetileg őrtornyok álltak, ezek azonban elpusztultak.

### Az ovális fórum
Az ovális fórum a város déli részén helyezkedik el egy természetes mélyedésben. A kutatások alapján valószínűsíthető, hogy a város legkorábbi épületeit ezen a helyen emelték. Eredetileg nem teljesen egyenes területre építették, így a tér egy részét homokkal töltötték fel. A kilencven méter hosszú nyolcvan méter széles teret mindkét oldalon ötvenhat ión stílusú oszloppal övezett széles járda fogja közre. Az i. sz. 1. században épült oszlopsort áthidaló gerendázat úgynevezett architráv köti össze. Az oszlopok között boltok működtek. A teret kőlapokkal burkolták, jellegzetessége, hogy az ellipszis forma hangsúlyosabbá tétele érdekében a külső köröket nagyobb méretű kőlapokkal borították. A tér közepét másfajta kőlapokkal fedték le, ebből arra következtethetünk, hogy a teret két részletben burkolták le. A tér közepén egy emlékmű állhatott, amelyet a 7. században kúttá alakítottak át. A kúthoz a vizet a város északi részén található ciszternából biztosították.
A keleti oszlopsoron feliratokat találtak, amelyek azoknak a lakosoknak a nevét említik meg, akik anyagilag hozzájárultak a fórum kialakításához. Néhány évvel ezelőtt a tér közepén egy oszlopot emeltek, amelynek tetején az évente megtartott Dzseras Fesztivál ideje alatt egy szimbolikus láng ég. A fórum viszonylag távol helyezkedik el a város központjától egyes kutatók szerint azért, mert vallási funkciókat is ellátott a közelben lévő Zeusz-templommal együtt. Más vélemények szerint nem politikai vagy vallási, hanem inkább gazdasági szerepet játszott a város életében, és a város szívében fekvő nagy, Artemisznek szentelt hely volt a városközpont, a társadalmi és szellemi élet centruma.

### Zeusz temploma
A magaslat, ahol Zeusz temploma épült már a vaskorban is kultikus célokat szolgált. Elhelyezkedése miatt a többi épülethez képest jobban ki volt téve az időjárás és a földrengések pusztításának. A ma látható építményt i. sz. 162-ben építették hozzá egy, az előző évszázadban emelt templomhoz. Az első templomot i. sz. 22 és i. sz. 69 között emelték egy még korábbi hellenisztikus épület maradványaira. A negyvenegy méter széles és huszonnyolc méter hosszú teraszra, amelyet eredetileg boltíves árkádsorral vettek körül egy széles lépcső vezet fel. A teraszon a korábbi templomhoz tartozó oltár maradványai láthatók. A templom celláját a rövidebb oldalakon nyolc, a hosszabb oldalakon tizenkét tizenöt méter magas oszlop vette körül. A cella belső oldalait márványlapokkal borították a hátsó falnál Zeusz szobrát helyezték el. A boltíves árkádsornak, ahova Zeusz szobrait és egyéb kultikus tárgyakat helyeztek el, csak az alapjai maradtak meg, a templom oszlopainak nagy része ledőlt, és falainak is csak kis része áll.

### A déli színház
A Zeusz temploma mellett elhelyezkedő déli színház i. sz. 90 körül épült, és az 1953-ban elvégzett helyreállítási munkáknak köszönhetően napjainkban is különböző rendezvényeknek ad otthont. A többi római színházhoz hasonlóan minden oldala zárt. A nézőteret két szektorra bontották a harminckét széksor befogadóképessége háromezerötszáz fő lehetett. A kőszékek némelyikén ma is látható számok az előzetes helyfoglalást segíthették elő. Az ülőhelyeket jobbról balra az alsó sortól kezdve számozták be. A legalsó sorban ültek a város előkelőségei és a vendégek. A színház nyolc szektorra osztott felső részébe a színház mögötti magaslatról jutottak be a nézők. A nézőtér kitűnő akusztikáját szolgálják egyebek mellett a pódium alapzatába faragott fülkék. A színpadon tengeri csatákat is rendeztek, ilyenkor a területet vízhatlan válaszfalak segítségével árasztották el. A színházat észak-dél irányba tájolták, így érték el, hogy a nézőket a napsütés a lehető legkevésbé zavarja.

### A cardo maximus, az északi és a déli tetrapülon
Az oszlopokkal szegélyezett főutak széles körben elterjedtek a Közel-Keleten, ahol a monumentális kialakítású oszlopos főutak a városépítészet fontos elemei voltak. Az i. sz. 1. század második felében épült árkádos útra néztek a város legfontosabb középületei. Az út szélessége az északi részen 12,3 a déli részen 12,6 méter. A cardót a következő században kiszélesítették, az oszlopok egy részén az ión oszlopfőket korinthoszi oszlopfőkre cserélték. Az utat nagyméretű mészkőlapokkal borították, főleg a déli tetrapülon közelében ma is jól láthatók a szekerek által vájt barázdák. Az esővíz elvezetését az út alatt kialakított csatornarendszer segítségével oldották meg. A fontosabb épületek előtt magasabb oszlopok állnak, az árkádok alatt üzletek működtek. Jelenleg körülbelül 500 oszlop áll a főút mellett.
Később az út mellé kutakat építettek, ezek közül a legszebb a nimfáknak ajánlott nymphaneum. A cardót két decumanus keresztezte, az egyik a város északi a másik a déli részén. A kereszteződésekben építették fel a tetrapülonokat. A déli tetrapülon különösen monumentális kialakítású volt, napjainkra csak négy, széles, fülkékkel díszített alapzata maradt meg. A talapzatok négyes oszlopkötegeket tartottak, és mindegyik oszlop tetején egy szobor állt. Az építmény körül futó járda mentén üzletek sorakoztak, az iszlám korban ezeket lakóháznak használták. Az északi tetrapülont az i. sz. 2. században emelték, eredeti formájában négy boltív tartott egy kupolát, alapzatát kutakkal díszítették. A cardo északi tetrapülontól az északi kapuig terjedő részén az oszlopfőket nem cserélték ki, ma is ión stílusúak. Az i. sz. 115-ben épült északi kapun túl az út két oldalán síremlékek sorakoztak.

### A nümphaion
A forrásnimfáknak emelt monumentális kutat az i. sz. 2 században építették, 190 körül készülhetett el. A kút előtti nagyméretű gránitmedence a bizánci korból való. A nymphaneum a görög-római városok lakóinak kedvelt találkozóhelye volt, és általában a város középpontjában állt. Szélessége eléri a húsz méter, konkáv alakú falát vízszintesen két részre osztották. Az oszlopokat korintoszi oszlopfőkkel látták el, a valószínűleg kagyló alakú félkupolát belülről mozaikokkal boríthatták. A félkupolás építményt szobrokkal díszítették kétszintes falának felső részét stukkókkal, alsó részét értékes zöld márvánnyal borították. Falának mindkét szintjén hét-hét fülkét alakítottak ki, ezekben istenségek és nimfák szobrait helyezték el. Az alsó szinten elhelyezett szobrokon keresztül folyt a víz a medencébe. A medencéből hét oroszlánfej alakú lyukon folyt tovább a víz hat kisebb medencébe, majd onnan a Cardo alatt kialakított csatornarendszerbe.

### A propülaia (kapuépület)
A magas falakkal körülvett kapuépület az Artemisznek szentelt templom bejárata, amelyet egy lépcsősor kötött össze a templommal. A lépcsősor kialakításakor különleges hatást értek el, alulról felfelé nézve az egyenként hét lépcsőfokból álló hét rámpa egyetlen lépcsősornak tűnik, felülről lefelé az egész rámpa egy sík területnek látszik. A bejárat melletti négy oszlop tizenhat méter magas és másfél méter átmérőjű.

### Artemisz temploma
Artemisznek, a város védelmezőjének temploma egy 161 méter széles és 121 méter hosszú területre épült i. sz. 150 körül. A templom 4,5 méter magas terasza negyvenkét méter széles és negyvenegy méter hosszú. Cellája körül a hosszabb oldalakon tizenegy, a rövidebb oldalakon hat tizenhárom méter magas, 1,75 méter átmérőjű korinthoszi oszlop található. Különleges illesztéssel összeállított oszlopainak némelyike alig észrevehetően ingadozik. Az előcsarnokból két lépcső vezetett a külső árkádsorhoz, ahonnan öt kapu nyílt a korinthoszi oszlopokkal körülvett belső udvarra. A „temenosz”-nak nevezett szent helyen belül egy oltár mögött áll a templom. A márvánnyal borított szentélyt fából készült tetővel fedték be. A tető elpusztult, de a cella jó állapotban maradt meg. Eredetileg az egész cellát márványlapokkal borították, hátsó falánál szokás szerint az istennő szobrát helyezték el. Az épület előtt egy áldozati oltár és medencék maradványait tárták fel. Az ásatások során feltárt leletek arra utalnak, hogy a templom befejezetlenül maradt. A bizánci és az omajjád korban a templomban fazekasműhely működött. Később egy részét a damaszkuszi kormányzó erődítménnyé alakította, ezt II. Balduin Jeruzsálemi király leromboltatta.

### A nyugati fürdő
A nyugati fürdőt az i. sz. 2. században építették. Az ásatások során csak egy kis részét tárták fel, de úgy tűnik, hogy ez a fürdőkomlexum volt a legnagyobb amelyet a rómaiak a mai Jordánia területén építettek. A római szokásoknak megfelelően a három fő részre osztott kupolás épületben a calidariumban forróvizes, a trepidariumban meleg vizes a frigidariumba hideg vizes medencéket, alakítottak ki, ezenkívül öltözőhelyiségeket és több nagyméretű pavilont építettek. A római korban a fürdőket nem csak tisztálkodási céllal keresték fel, egyfajta találkozóhelyként is funkcionáltak.

### Bizánci templomok
Amikor 324-ben a kereszténység államvallássá vált Gerasza egész lakossága keresztény hitre tért, és megindult a keresztény templomok építése. Város a 4. és 5. század folyamán a Bizánci Birodalom egyik komoly és befolyásos települése volt. A 4. század közepétől kisméretű templomokat emeltek kőbányának használva az elhagyott római épületeket. Az ásatások során eddig tizennégy templomot és egy kápolnát tártak fel. A katedrális a 4. században épült, majd ezt az 5. században két másik templom követte. A 6. században tizenegy templomot emeltek, és egy utolsót a 7. században. Az írott források és az eddig megtalált feliratok szerint a legtöbb épületet Justinianus uralkodása (527-565) alatt építették. A templomok területén eddig talált feliratok történelmi eseményekről és előkelőségek tetteiről szólnak. A templomok külseje egyszerű volt, belső díszítésükre koncentráltak, a falakat és a padlót színes mozaikokkal borították. Építésük során az egyház komoly anyagi segítséget kapott a városban lakó gazdag előkelőségektől. Az épületek túlnyomó többsége bazilikális elrendezésű, néhányat egyszerű kupolával borítottak. A templomok nagy része az Artemisz-templom közelében állt. A legtöbb 6. században épült templom padlómozaikja, ha töredékesen is de fennmaradt.
Szent János és Szent György templomai 529 és 533 között épültek és egy épületegyüttest alkotnak az 533-ban emelt szomszédos Szent Kozma és Damián templommal. A templomegyüttest római kori elhagyott épületek helyére emelték. A Szent János-templom kör alakú volt, négy oszlop díszítette. 531 körül szentelték fel Pál püspök idejében. Romos állapotban fennmaradt padlómozaikja állat- és növénymotívumokat, kereszteket, emberi alakokat, allegorikus évszakábrázolásokat ezenkívül egyiptomi városokat (többek között Alexandria és Memphisz) jelenít meg. A Szent György-templom bazilikális elrendezésű, 530-ban szentelték fel és a 8. századig templomként működött. A három templom közül a Szent György-templom az, amelyiket a legkevésbé károsítottak a 7. és 8. századi földrengések. A Szent Kozma és Damján templom egyhajós épület volt, mozaikpadlója amely jó állapotban maradt ránk bonyolult geometriai formákat, állatokat, növényeket és emberalakokat ábrázol. A templom kórusánál a mozaikpadlóban az építést finanszírozó két helyi előkelőség Theodor és Georgiász képmása és felirata látható. A 611-ben épült Genesius püspök temploma volt Gerasa utolsó keresztény épülete.

### A katedrális
A katedrálist, Gerasza legkorábbi keresztény épületét a cardo mellett az egykori Dionüszosz templom helyén építették 365-ben. Lépcsősora ma is monumentális hatást kelt, bejáratát domborművekkel és korinthoszi oszlopokkal díszítették. A háromhajós apszisos épület rossz állapotban maradt fenn, csak díszes kapuja áll és alaprajza vehető ki. Építéséhez teljes egészében a korábbi római templomok épületelemeit használták fel. Eredetileg háromhajós templom volt félköríves apszissal, a főhajót a mellékhajótól tizenkét korinthoszi oszlop választotta el. Keleti falához illesztve egy Szűz Máriának szentelt kápolna található, amely az 5. századra datálható. A katedrális mögötti udvar valamikor az épület előcsarnoka lehetett ahonnan három kapun keresztül jutottak be a templomba. Az udvarban, amelyet négyszögletes rózsaszínű homokkővel borítottak állt a püspök kőtrónusa és egy medence.

### Az omajjád mecset
Az Artemisz-templom kapuépülete előtt az út bal oldalán találhatjuk a 8. században épült omajjád mecset romjait. Az épületet egy római ház előcsarnokába építették be, érdekessége, hogy mihrábját egy korábbi díszítőfülkéből alakították ki.

### Az északi színház
Az i. sz. 164-ben felavatott épületet a 3. században 222 körül kibővítették és egészen a 6. századig használták. A nézőtér minden sorát egy istenségnek ajánlották. Az ülőhelyek nagy részét egy törzs nevével jelölték meg, ami egyedülálló jelenség a Római Birodalom keleti provinciáiban. A legalsó sor ülőhelyeire a városi tanácsban szavazati joggal rendelkezők nevét vésték. A színház fedett volt, és eleinte elsősorban tanácskozások színhelyének és találkozási helynek használták. A nézőtere két részből áll, az alsó részen tizennégy, a felső részen a 3. századi bővítéskor nyolc sor ülőhelyet alakítottak ki. A felső sorokat öt fedett folyosón keresztül érthették el. A színház befogadóképessége ezerhatszáz fő körül lehetett. Később a színház területét az Artemisz-templomhoz hasonlóan fazekasműhelyként hasznosították. A színház szerkezete egy 6. századi földrengéskor súlyosan károsodott, ezenkívül számos oszlopát és épületelemét felhasználták a keresztény templomok építésénél.

### Az északi kapu
Az északi kaput Traianus uralkodása alatt i. sz. 115 körül építették egy korábbi kapu maradványaira. A munkálatokat Claudius Severus irányította, aki a Pellából Geraszába vezető út megépítésének is a felelőse volt. A két nyugati kapuhoz hasonlóan egy íve van, melynek magassága 9, szélessége 5,4 méter. Az ív kétoldalán egyszerű talapzatú féloszlopok között két-két fülkét alakítottak ki ahova szobrokat helyeztek el. Az ív fölötti felirat a kapu építésének idejét és körülményeit írja le. A kapu szerkezete aszimmetrikus, nyugati oldala szélesebb, mint a keleti. Ez azért van mert a cardót itt kötötték össze a Pellából Geraszába vezető úttal.